# Forevermore
Forevermore  es el Duodécimo álbum de estudio de la banda de hard rock británica Whitesnake, el cual se lanzó el 25 de marzo de 2011 en Europa y el 29 de marzo de 2011 en los EE. UU.
Como novedad, el disco también fue lanzado en vinilo, además de CD. 
Una edición especial del álbum, llamado 'Snake Pack'  se estrenó solamente en Inglaterra, y contiene dos bonus tracks en vivo, una revista de 132 páginas, un pin, así como ilustraciones especiales.  Los dos bonus tracks en vivo son un adelanto para un próximo disco en vivo, grabado en 1990 en Donington Park ("Live at Donington 1990") que saldrá a la venta en el verano de 2011. 
Se anunció una gira mundial para promocionar el álbum, con fechas en Europa para junio y julio de 2011.
Se dio a conocer un sencillo digital para la canción "Love Will Set You Free", junto con un video musical  el 21 de febrero de 2011.  Desde el 19 de enero de 2011, el nuevo sencillo está disponible para ser descargado en línea desde el sitio web de la banda. 
Adicionalmente, se puso a disposición del público una descarga gratuita de la canción a través de la página oficial en Facebook de Whitesnake el 15 de febrero.
Forevermore, fue recibido con críticas generalmente positivas desde su publicación. Allmusic lo calificó con un puntaje de 3.5  de 5 posibles.

## Lista de canciones
Todas las canciones escritas por David Coverdale y Doug Aldrich, excepto donde se indica.

| N.º | Título                       | Duración |  |
| 1.  | «Steal Your Heart Away»      | 5:19     |  |
| 2.  | «All Out of Luck»            | 5:28     |  |
| 3.  | «Love Will Set You Free»     | 3:52     |  |
| 4.  | «Easier Said Than Done»      | 5:13     |  |
| 5.  | «Tell Me How»                | 4:40     |  |
| 6.  | «I Need You (Shine a Light)» | 3:49     |  |
| 7.  | «One of These Days»          | 4:53     |  |
| 8.  | «Love and Treat Me Right»    | 4:14     |  |
| 9.  | «Dogs in the Street»         | 3:52     |  |
| 10. | «Fare Thee Well»             | 5:18     |  |
| 11. | «Whipping Boy Blues»         | 5:01     |  |
| 12. | «My Evil Ways»               | 4:33     |  |
| 13. | «Forevermore»                | 7:27     |  |

| 'Snake Pack' bonus tracks |                                            |                              |          |  |
| N.º                       | Título                                     | Escritor(es)                 | Duración |  |
| 14.                       | «Slide It In» (Live at Donington 1990)     | Coverdale                    | 5:05     |  |
| 15.                       | «Cheap an' Nasty» (Live at Donington 1990) | Coverdale, Adrian Vandenberg | 4:33     |  |

## Personal
- David Coverdale - Voz
- Doug Aldrich - Guitarra
- Reb Beach - Guitarra
- Michael Devin - Bajo
- Brian Tichy – Batería

### Músicos adicionales
- Timothy Drury – Teclados[7]

### Producción
- Producido por  Los Bros Brutalos (David Coverdale, Doug Aldrich, Michael McIntyre)